# 贾斯万特纳加尔
贾斯万特纳加尔（Jaswantnagar），是印度北方邦Etawah县的一个城镇。总人口25346（2001年）。

## 人口
该地2001年总人口25346人，其中男性13484人，女性11862人；0—6岁人口4287人，其中男2369人，女1918人；识字率61.90%，其中男性为68.06%，女性为54.90%。